# Elaenia dayi
Az Elaenia dayi a madarak osztályának verébalakúak (Passeriformes) rendjébe és a királygébicsfélék (Tyrannidae) családjába tartozó faj.

## Rendszerezése
A fajt Frank Chapman amerikai ornitológus írta le 1929-ben.

## Alfajai
- Elaenia dayi auyantepui Zimmer & W. H. Phelps, 1952
- Elaenia dayi dayi Chapman, 1929
- Elaenia dayi tyleri Chapman, 1929[2]

## Előfordulása
Dél-Amerika északi részén, Brazília és Venezuela területén honos. Természetes élőhelyei a szubtrópusi és trópusi síkvidéki és hegyi esőerdők, szavannák és cserjések. Állandó, nem vonuló faj.

## Megjelenése
Testhossza 20 centiméter.

## Életmódja
Rovarokkal és kisebb gyümölcsökkel táplálkozik.

## Természetvédelmi helyzete
Az elterjedési területe elég kicsi, egyedszáma ugyan csökken, de még nem éri el a kritikus szintet. A Természetvédelmi Világszövetség Vörös listáján nem fenyegetett fajként szerepel.